# Championnat de Tunisie masculin de handball 2021-2022
Navigation
Saison précédente Saison suivante
La saison 2021-2022 du championnat de Tunisie masculin de handball est la 66e édition de la compétition. Elle est disputée en deux phases, une première où toutes les équipes se rencontrent en aller et retour en deux groupes et une seconde en deux poules : play-off et play-out.
Le 23 avril 2022, le Club africain remporte le championnat dans les dernières secondes, face à l'Espérance sportive de Tunis sur le score de 33 à 32. À 17 secondes de la fin du match, le ballon est dans les mains des espérantistes, à qui un résultat nul suffisait pour remporter le titre. Toutefois, le Club africain inscrit le but de la victoire à cinq secondes de la fin du match pour remporter lors de la dernière journée son treizième titre en championnat.

## Équipes participantes
| Club                            | Classement 2020-2021 | Entraîneur         | Stade                             | Capacité théorique | Ville        |
| ------------------------------- | -------------------- | ------------------ | --------------------------------- | ------------------ | ------------ |
| Espérance sportive de Tunis     | 1re                  | Bassem Sebki       | Salle Mohamed-Zouaoui             | 2 500              | Tunis        |
| Club africain                   | 2e                   | Mohamed Messaoudi  | Salle Chérif-Bellamine            | 2 100              | Tunis        |
| Club sportif de Sakiet Ezzit    | 3e                   | Achraf Masmoudi    | Salle omnisports de Sakiet Ezzit  | 1 500              | Sakiet Ezzit |
| Association sportive d'Hammamet | 4e                   | Néjib Ben Thayer   | Salle d'Hammamet                  | 3 000              | Hammamet     |
| Étoile sportive du Sahel        | 5e                   | Sami Mestiri       | Salle olympique de Sousse         | 3 200              | Sousse       |
| El Makarem de Mahdia            | 6e                   | Hatem Boussoffara  | Salle Rached-Khouja               | 2 300              | Mahdia       |
| Club sportif de Ksour Essef     | 7e                   | Taher Ezzaouali    | Salle de Ksour Essef              | 2 000              | Ksour Essef  |
| El Baath sportif de Béni Khiar  | 8e                   | Ghazi Louati       | Salle Dadouri de Béni Khiar       | 2 000              | Béni Khiar   |
| Club de handball de Jemmal      | 9e                   | Riadh Ben Saïd     | Salle couverte de Jemmal          | 2 000              | Jemmal       |
| Aigle sportif de Téboulba       | 10e                  | Mounir Hassen      | Salle de Téboulba                 | 1 500              | Téboulba     |
| Olympique de Soliman            | 11e                  | Faouzi Ben Mabrouk | Salle omnisports de Soliman-Riadh | 1 800              | Soliman      |
| Croissant sportif de M'saken    | 1re division B       | Abdessatar Arfaoui | Salle omnisports de M'saken       | 1 000              | M'saken      |

- Promu de la Nationale B

## Compétition
Le barème de points servant à établir le classement se décompose ainsi :
- Victoire : 2 points ;
- Match nul : 1 points ;
- Défaite : 0 point ;
- Forfait et match perdu par pénalité : -1 point (résultat comptabilisé : 0-6).

## Première phase

### Groupe A
Le classement final et les résultats du groupe A sont :
|   | Équipe           | Pts | J  | G  | N | P | Bp  | Bc  | Diff |
| - | ---------------- | --- | -- | -- | - | - | --- | --- | ---- |
| 1 | ES Tunis (T) (C) | 20  | 10 | 10 | 0 | 0 | 282 | 227 | 55   |
| 2 | CS Sakiet Ezzit  | 14  | 10 | 7  | 0 | 3 | 259 | 249 | 10   |
| 3 | AS Téboulba      | 10  | 10 | 5  | 0 | 5 | 231 | 250 | -19  |
| 4 | EM Mahdia        | 10  | 10 | 5  | 0 | 5 | 245 | 247 | -2   |
| 5 | CS M'saken       | 3   | 10 | 1  | 1 | 8 | 232 | 261 | -29  |
| 6 | EBS Béni Khiar   | 3   | 10 | 1  | 1 | 8 | 250 | 265 | -15  |

| Résultats (dom.\ext.)                                      | EST   | CSSE  | AST   | EMM   | CSM   | EBSBK |
| ES Tunis                                                   |       | 29-23 | 25-19 | 30-24 | 28-22 | 33-24 |
| CS Sakiet Ezzit                                            | 21-27 |       | 23-21 | 27-17 | 27-26 | 32-28 |
| AS Téboulba                                                | 22-29 | 26-24 |       | 22-19 | 24-22 | 25-23 |
| EM Mahdia                                                  | 22-27 | 26-27 | 28-26 |       | 25-20 | 21-20 |
| CS M'saken                                                 | 29-31 | 21-25 | 22-25 | 23-30 |       | 23-22 |
| EBS Béni Khiar                                             | 21-23 | 28-30 | 35-21 | 25-33 | 24-24 |       |
| - Victoire à domicile - Match nul - Victoire à l'extérieur |       |       |       |       |       |       |

### Groupe B
Le classement final et les résultats du groupe B sont :
|   | Équipe                   | Pts | J  | G  | N | P | Bp  | Bc  | Diff |
| - | ------------------------ | --- | -- | -- | - | - | --- | --- | ---- |
| 1 | Club africain            | 20  | 10 | 10 | 0 | 0 | 323 | 224 | 99   |
| 2 | Étoile sportive du Sahel | 11  | 10 | 5  | 1 | 4 | 278 | 250 | 28   |
| 3 | AS Hammamet              | 10  | 10 | 3  | 4 | 3 | 244 | 276 | -32  |
| 4 | CH Jemmal                | 10  | 10 | 4  | 2 | 4 | 269 | 282 | -13  |
| 5 | Olympique de Soliman     | 6   | 10 | 3  | 0 | 7 | 281 | 300 | -19  |
| 6 | CS Ksour Essef           | 3   | 10 | 0  | 3 | 7 | 256 | 319 | -63  |

| Résultats (dom.\ext.)                                      | CA    | ESS   | ASH   | CHJ   | OS    | CSKS  |
| Club africain                                              |       | 22-21 | 29-20 | 28-21 | 36-31 | 39-19 |
| Étoile sportive du Sahel                                   | 21-24 |       | 33-17 | 25-24 | 37-32 | 23-23 |
| AS Hammamet                                                | 20-33 | 32-28 |       | 23-23 | 29-28 | 24-24 |
| CH Jemmal                                                  | 21-34 | 29-35 | 26-26 |       | 28-26 | 32-23 |
| Olympique de Soliman                                       | 23-35 | 26-24 | 25-26 | 27-28 |       | 29-28 |
| CS Ksour Essef                                             | 27-43 | 21-31 | 27-27 | 35-37 | 29-34 |       |
| - Victoire à domicile - Match nul - Victoire à l'extérieur |       |       |       |       |       |       |

## Deuxième phase

### Play-off
Le classement final et les résultats du play-off est le suivant :
|   | Équipe              | Pts | J  | G | N | P | Bp  | Bc  | Diff |
| - | ------------------- | --- | -- | - | - | - | --- | --- | ---- |
| 1 | Club africain +2    | 18  | 10 | 8 | 0 | 2 | 279 | 232 | 47   |
| 2 | ES Tunis (T) (C) +2 | 16  | 10 | 7 | 0 | 3 | 294 | 235 | 59   |
| 3 | ES Sahel +1         | 13  | 10 | 6 | 0 | 4 | 258 | 234 | 24   |
| 4 | CS Sakiet Ezzit +1  | 10  | 10 | 4 | 1 | 5 | 251 | 253 | -2   |
| 5 | AS Téboulba         | 5   | 10 | 1 | 2 | 7 | 215 | 284 | -69  |
| 6 | AS Hammamet         | 4   | 10 | 2 | 0 | 8 | 215 | 274 | -59  |

| Résultats (dom.\ext.)                                      | EST   | CA    | CSSK  | ESS   | AST   | ASH   |
| ES Tunis                                                   |       | 26-24 | 27-22 | 34-22 | 30-18 | 34-24 |
| Club africain                                              | 33-32 |       | 24-23 | 29-20 | 28-21 | 31-21 |
| CS Sakiet Ezzit                                            | 26-25 | 25-24 |       | 25-30 | 28-28 | 29-22 |
| ES Sahel                                                   | 27-24 | 21-22 | 23-22 |       | 29-15 | 33-19 |
| AS Téboulba                                                | 17-30 | 27-37 | 25-22 | 22-33 |       | 22-20 |
| AS Hammamet                                                | 20-32 | 16-28 | 24-28 | 22-21 | 27-17 |       |
| - Victoire à domicile - Match nul - Victoire à l'extérieur |       |       |       |       |       |       |

### Play-out
Le classement final et les résultats du play-out est le suivant :
|   | Équipe                  | Pts | J | G | N | P | Bp  | Bc  | Diff |
| - | ----------------------- | --- | - | - | - | - | --- | --- | ---- |
| 1 | CS Jemmal +2            | 14  | 9 | 6 | 0 | 3 | 290 | 280 | 10   |
| 2 | EBS Béni Khiar          | 12  | 9 | 6 | 0 | 3 | 218 | 199 | 19   |
| 3 | CS Ksour Essef          | 12  | 9 | 6 | 0 | 3 | 233 | 226 | 7    |
| 4 | EM Mahdia +2            | 11  | 9 | 4 | 1 | 4 | 271 | 262 | 9    |
| 5 | CS M'saken +1           | 6   | 9 | 2 | 1 | 6 | 220 | 244 | -24  |
| 6 | Olympique de Soliman +1 | 5   | 9 | 2 | 0 | 7 | 252 | 273 | -21  |

| Résultats (dom.\ext.)                                      | EMM   | CHJ   | CSM   | OS    | EBSBK | CSKS  |
| EM Mahdia                                                  |       | 31-27 | 27-27 | -     | 29-24 | 26-29 |
| CH Jemmal                                                  | 42-41 |       | 36-31 | 30-27 | 28-27 | 31-26 |
| CS M'saken                                                 | 25-21 | 21-30 |       | 23-22 | 22-25 | -     |
| Olympique de Soliman                                       | 34-37 | 42-37 | 26-26 |       | 22-32 | 28-29 |
| EBS Béni Khiar                                             | 24-22 | -     | 27-23 | 30-23 |       | 29-23 |
| CS Ksour Essef                                             | 30-37 | 36-32 | 27-22 | 29-24 | 6-0   |       |
| - Victoire à domicile - Match nul - Victoire à l'extérieur |       |       |       |       |       |       |

## Champion
| Champion de Tunisie 2021-2022 Club africain 13e titre |

- Entraîneur :  Mohamed Messaoudi
- Joueurs : Marouane Soussi, Haythem Rezig et Seifeddine Zairi (GB), Selim Hedoui, Zoubeir Gouri, Mohamed Ali Bhar, Mouadh Ayari, Baha Ghabar, Hamza Mhadhbi, Chafik Boukadida, Wael Trabelsi, Yassine Bouteffaha, Ala Mustapha, Oussama Remiki, Makram Slama, Rami Hmam

## Bilan de la saison
| Tableau d'honneur de la saison 2021-2022 |                   |                 |
| Compétition                              | Vainqueur         | Commentaire     |
| Championnat de Tunisie                   | Club africain     | 13e titre       |
| Coupe de Tunisie                         | À déterminer      | À déterminer    |
| Bilan en coupe arabe 2021-2022           |                   |                 |
| Compétition                              | Qualifiés         | Commentaire     |
| Championnat arabe des clubs champions    | ES Tunis          | Champion        |
| Championnat arabe des clubs champions    | AS Hammamet       | Finaliste       |
| Promotions et relégations                |                   |                 |
| Relégués en Nationale B                  | CS M'saken        | Après 1 saison  |
| Relégués en Nationale B                  | Olympique Soliman | Après 2 saisons |
| Promus de Nationale B                    | À déterminer      | ...             |